# Cerrito de Varas Blancas
Cerrito de Varas Blancas är en ort i Mexiko.   Den ligger i kommunen Santa María del Río och delstaten San Luis Potosí, i den centrala delen av landet, 290 km nordväst om huvudstaden Mexico City. Cerrito de Varas Blancas ligger 1 852 meter över havet och antalet invånare är 180.
Terrängen runt Cerrito de Varas Blancas är varierad, och sluttar norrut. Runt Cerrito de Varas Blancas är det ganska glesbefolkat, med 22 invånare per kvadratkilometer. Närmaste större samhälle är Santa María del Río, 17,4 km norr om Cerrito de Varas Blancas. Omgivningarna runt Cerrito de Varas Blancas är i huvudsak ett öppet busklandskap.